# Eduardo Santos
Eduardo Santos Montejo né le 28 août 1888 à Bogota et mort le 27 mars 1974 à Bogota, est un journaliste et homme politique colombien. Il fut président de la République entre 1938 et 1942.

## Généalogie
La famille Santos est une famille colombienne originaire des départements de Santander et de Boyacá. Elle influence notamment la vie politique et journalistique de la Colombie. La branche principale de la famille provient de José María Santos Plata, frère d'Antonia, et de son fils Francisco Santos Galvis, né le 21 août 1848 à Coromoro après que ce frère ait épousé en secondes noces Facunda Galvis.
Parmi les autres membres notables de la famille Santos figurent :
- Antonia Santos (1782-1819) : fille de Pedro Santos Meneses et de María Petronila Plata Rodríguez, elle fut l'une des femmes les plus représentatives de l'indépendance en Colombie à travers la « guérilla de Coromoro » qu'elle créa avec son frère Fernando[2].
- Enrique Santos Montejo (1886-1971) : fils de Francisco Santos Galvis et de Leopoldina Montejo et frère du précédent[1]. Journaliste, il fonde en 1912 l'hebdomadaire La Linterna et devient rédacteur en chef d’El Tiempo en 1917 avant d'en devenir le directeur. À partir de 1927 et ce, pendant 44 ans, il rédige l'éditorial La Danza de las Horas sous le pseudonyme de Calibán[3].
- Enrique Santos Castillo (1917-2001) : fils d'Enrique Santos Montejo et de Noemí Castillo, il participe à la vie du quotidien El Tiempo en y occupant le poste de rédacteur en chef dans un premier temps, puis celui de directeur de la rédaction[4].
- Juan Manuel Santos Calderón (né en 1951) : fils d'Enrique Santos Castillo et de Clemencia Calderón Nieto, il fait des études en économie. Il exerce la fonction de président de la république de Colombie entre 2010 et 2018[5].